# إيغور كاشينين
إيغور كاشينين (بالروسية: Кшинин, Игорь Иванович)‏ (مواليد 13 يونيو 1972) هو ملاكم روسي، مثّل بلاده في الألعاب الأولمبية الصيفية 1996.

## روابط خارجية
إيغور كاشينين على موقع أوليمبيديا (الإنجليزية)